# Osama (elefant)
Osama var en indisk elefanthane i norra Sonitpur, i Assam i Indien, som troddes ha dödat 14 människor under 2005-2006. Elefanten var uppkallad efter Osama bin Laden och liksom denna visat sig vara duktig att hålla sig undan förföljare. Djuret var tre meter högt och utan betar när det dödades den 16 december 2006. Befolkningen fruktar hämndaktioner från elefantens släkt.